# Pluricontinentalismo

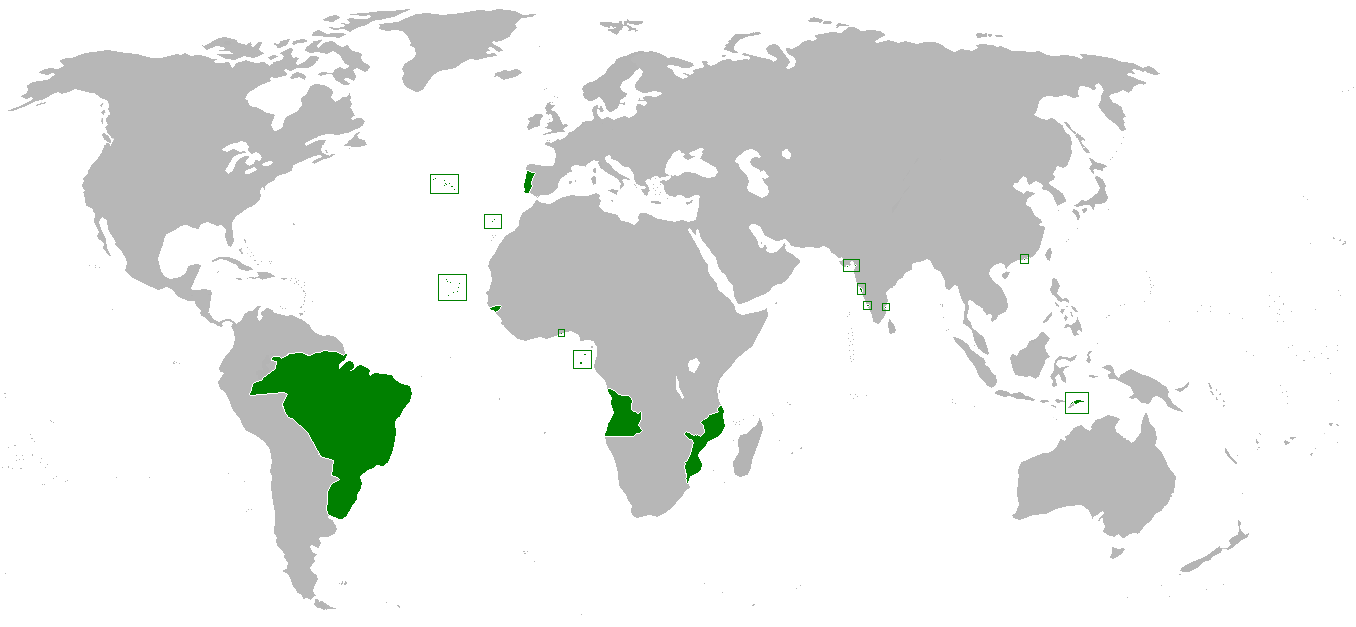
El Reino Unido de Portugal, Brasil y Algarve, la mayor época de gloria del pluricontinentalismo.

El pluricontinentalismo (en portugués: pluricontinentalismo) era un concepto geopolítico que postulaba que Portugal era un país transcontinental y un estado-nación unitario formado por Portugal continental y sus provincias de ultramar.

## Historia
Con orígenes ya en el siglo XIV, el pluricontinentalismo ganó el patrocinio oficial de la Segunda República portuguesa.

## Desarrollo

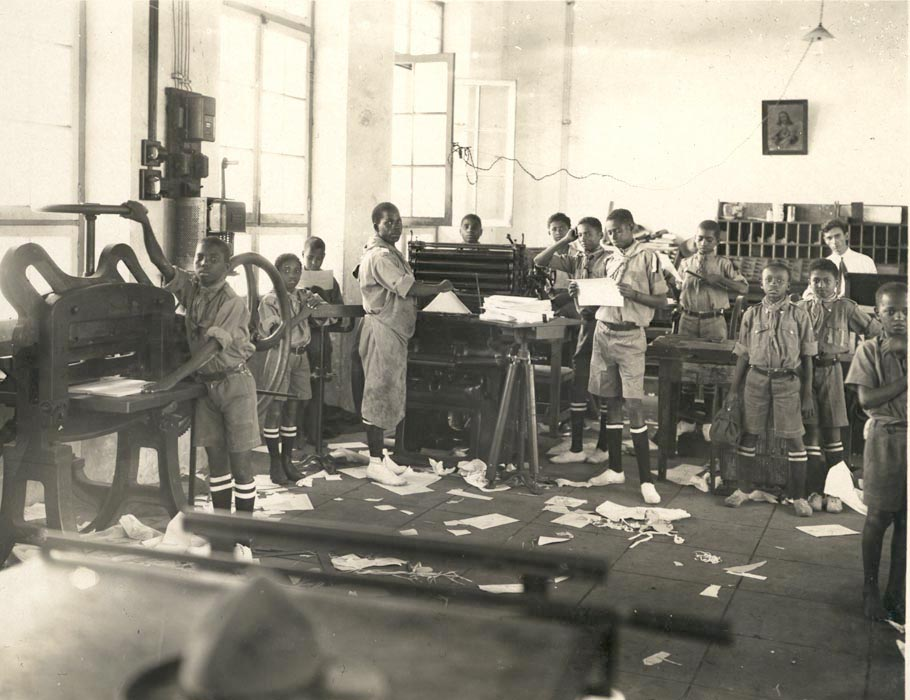
Tienda de tipografía en portugués de 1930 en el África Oriental Portuguesa (actual Mozambique).

Era la idea de que Portugal no era un imperio colonial (Imperio portugués), sino un estado nación singular que se extendía por los continentes (de ahí el nombre). Como tal, las posesiones de ultramar eran parte de la identidad portuguesa.
La primera vez que Portugal fue un país pluricontinental fue durante el reinado de María I de Portugal, con la creación del Reino Unido de Portugal, Brasil y Algarve, cuando la corte portuguesa residía en Brasil y Río de Janeiro ejercía de capital del reino euroamericano.
La idea del pluricontinentalismo colapsó rápidamente después de la Revolución de los Claveles en 1974 y la ruptura del nuevo gobierno democrático de la República Portuguesa con sus posesiones en África y Asia.

## Personas asociadas al pluricontinentalismo
- António Vieira
- Luís da Cunha
- María I de Portugal
- Juan VI de Portugal
- Pedro IV de Portugal
- António de Oliveira Salazar